# Adolf Metzner
Karl-Adolf Metzner (* 25. dubna 1910 Frankenthal – 4. března 1979 Hamburk) byl německý atlet, který se věnoval hladké čtvrtce a štafetovým běhům, mistr Evropy z roku 1934.

## Sportovní kariéra
Při premiéře mistrovství Evropy v roce 1934 zvítězil v běhu na 400 metrů a byl také členem vítězné německé štafety na 4 × 400 metrů. Dvakrát se zúčastnil olympiády – v Los Angeles v roce 1932 nepostoupil do čtvrtkařského finále (vytvořil si ale svůj osobní rekord na 400 metrů 47,8), o čtyři roky později v Berlíně vypadl v rozběhu.
Po skončení sportovní kariéry působil jako lékař, specializoval se na sportovní lékařství.